# Chetotaksja

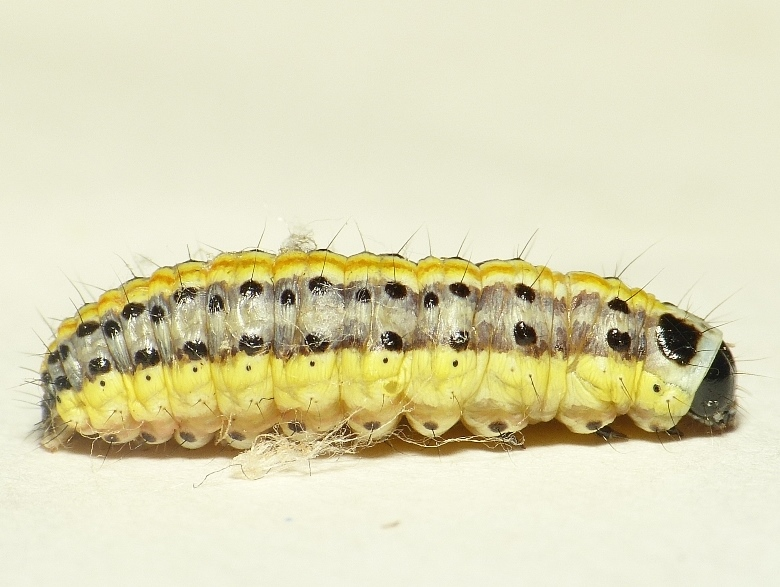
Gąsienica Evergestis extimalis z widocznymi szczecinkami

Chetotaksja – liczba i rozmieszczenie szczecinek na zewnętrznej powierzchni ciała bezkręgowca oraz ich nazewnictwo i klasyfikacja. Cecha ta jest stała i użyteczna w taksonomii i oznaczaniu wielu grup.
Chetotaksja odgrywa ważną rolę diagnostyczną w takich grupach stawonogów jak roztocze, zaleszczotki, widłonogi, skąponogi, drobnonogi, pareczniki, pierwogonki, skoczogonki, muchówki czy larwy chrząszczy i sieciarek.